# Кузнецов, Пётр Григорьевич
Пётр Григорьевич Кузнецов (1912—1944) — гвардии старший сержант Рабоче-крестьянской Красной Армии, участник Великой Отечественной войны, Герой Советского Союза (1945).

## Биография
Пётр Кузнецов родился в 1912 году в селе Воскресеновка (ныне — Борисоглебский городской округ Воронежской области). После окончания неполной средней школы работал сначала в колхозе, позднее литейщиком на заводе «Запорожсталь». В июне 1941 года Кузнецов был призван на службу в Рабоче-крестьянскую Красную Армию и направлен на фронт Великой Отечественной войны. В боях он три раза был ранен. К октябрю 1944 года гвардии старший сержант Пётр Кузнецов командовал взводом 43-го гвардейского кавалерийского полка 12-й гвардейской кавалерийской дивизии 5-го гвардейского кавалерийского корпуса 2-го Украинского фронта. Отличился во время освобождения Венгрии.
В октябре 1944 года под городом Тел взвод Кузнецова напал на вражескую танковую колонну, уничтожив около 70 солдат и офицеров. 13 ноября 1944 года, когда в боях за город Эмед взвод Кузнецова оторвался от основных сил и был окружён противником, Кузнецов заменил собой убитого пулемётчика, ведя огонь, пока не закончились боеприпасы, а затем бросился на противника с двумя гранатами. Одну он успел бросить в солдат противника, а второй воспользоваться не успел, так как был убит. В том бою он уничтожил несколько десятков солдат и офицеров противника. Похоронен в Эмеде.
Указом Президиума Верховного Совета СССР от 24 марта 1945 года за «образцовое выполнение боевых заданий командования на фронте борьбы с немецкими захватчиками и проявленные при этом отвагу и геройство» гвардии старший сержант Пётр Кузнецов посмертно был удостоен высокого звания Героя Советского Союза. Также был награждён орденами Ленина, Красной Звезды, Славы 3-й степени, рядом медалей. Навечно зачислен в списки личного состава воинской части.